# Windows Write
Pour les articles homonymes, voir Write.
Chronologie des versions
WordPad
Write est un logiciel de traitement de texte basique fourni avec les premières versions de Windows (jusqu'à Windows 3.11 et Windows NT 3.51). Il a été remplacé à partir de Windows 95 par WordPad.
Les premières versions de Write ne fonctionnaient qu'avec les fichiers write, d'extension .wri. Avec la modernisation de Microsoft Word pour Windows en 1989 et la sortie de Windows 3.0 l'année suivante, Write a pu lire et composer des fichiers au format Word, d'extension .doc. Avec Windows 3.11, Write est devenu compatible OLE.
Write est semblable à l'actuel WordPad, qui l'a remplacé dans Windows 95. Comme WordPad, Write disposait de plus de fonctionnalités que Notepad, et était considéré comme un traitement de texte moderne. Il possédait en outre une fonction de pagination automatique. Write était cependant loin de posséder toutes les fonctionnalités de Microsoft Word.
Son icône par défaut était un stylo-plume traçant la majuscule d'imprimerie 'A'.
Sous Windows 95, Windows NT 4.0, et toutes les versions ultérieures de Windows, l'exécution du fichier exécutable de Windows Write (write.exe) lance en fait WordPad. Le format de fichier n'a pas été maintenu dans les versions ultérieures de Windows.